# 聖卷管理者亞納大削
聖卷管理者亞納大削（拉丁語：Anastasius Bibliothecarius）是9世纪羅馬教廷的一位图书管理员和档案管理者，一度出任对立教皇。此後，他亦曾在873年至875年間匯集君士坦丁堡的尼基弗鲁斯一世、喬治·辛斯勒與狄奧法內斯三位學者的編年史作品，彙編為拉丁语版本。